# Niccolò Lapiccola

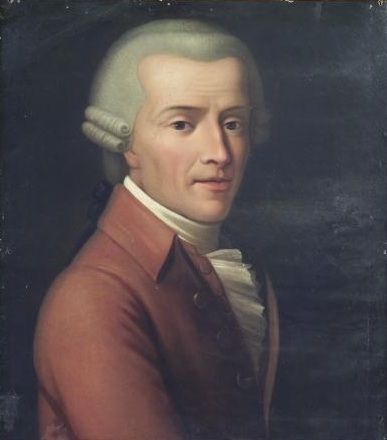
Porträt von Nicola La Piccola, unbekannter römischer Maler, Palazzo Carpegna, Rom, Sitz der Accademia di San Luca

Niccolò Lapiccola oder La Piccola, auch bekannt als Nicola (* 7. Februar 1727 in Crotone; † 3. Februar 1790 in Rom) war ein italienischer Maler und ein führender Vertreter der Barockmalerei.

## Leben
Er wurde als Sohn von Leonardo Lapiccola und Maddalena Dati in Crotone, Kalabrien, geboren. 1744 zog er nach Neapel und 1747 weiter nach Rom, wo er bis zu seinem Tod blieb. Dort begann er seine Tätigkeit im Atelier des berühmten Malers Francesco Mancini.
1750 gewann er mit einer Zeichnung den ersten Preis in der zweiten Klasse des von der Accademia di San Luca ausgeschriebenen Wettbewerbs. Diese Zeichnung befindet sich noch heute in der römischen Institution und zeigt Joseph bei der Deutung der Träume der beiden Diener des Pharaos.
Auf Auftrag des Kardinals Alessandro Albani fertigte er sein erstes bekanntes öffentliches Werk. Es ist ein Altarbild mit dem Heiligen Franziskus, der die Wundmale empfängt, für das Kloster San Lorenzo in Panisperna.
Lapiccola war ab den frühen 1760er Jahren an großen Dekorationszyklen für die berühmtesten römischen Familien beteiligt: Albani, Chigi, Borghese. So war er z. B. zwischen 1760 und 1761 unter Leitung von Johann Joachim Winckelmann mit der Ausführung von Grotesken und Grisaillen im antiken Stil nach Vorbildern des Domus Aurea Neros und den gerade entdeckten pompejanischen Malereien in verschiedenen Räumen der Villa Albani beschäftigt. Zwischen 1765 und 1767 beteiligte er sich an der Umgestaltung des Salone d’Oro im Piano Nobile des Palazzo Chigi, anlässlich der Hochzeit des Prinzen Sigismondo mit Maria Flaminia Odescalchi. Er steuerte vier Öltafeln mit mythologischen Szenen bei, von denen eine Amor und Apollo darstellt, alle fein in Weiß auf Goldgrund ausgeführt. Die Jagdszenen in Stuckrelief über den Pilastern des Salone d’Oro wurden nach seinen Zeichnungen entworfen. Fürst Sigismondo beauftragte den Maler zwischen 1781 und 1782 erneut mit der Ausgestaltung eines der Poesie gewidmeten Raums im Familienpalast in Ariccia.
Nach dem Tod von Stefano Pozzi erhielt er 1768 die Position als Maler der Apostolischen Paläste. In dieser Eigenschaft war er 1772 zusammen mit seinen Schülern Bernardino Nocchi, Stefano Tofanelli und Marcello Leopardi an der Restaurierung der Fresken aus dem 16. Jahrhundert in der Villa Giulia beteiligt. Zwischen 1768 und 1779 führte er die Entwürfe für die Mosaike mit den vier Kirchenvätern für die Pendentifs der Kuppel der Gregorianischen Kapelle im Petersdom aus.
Ab 1766 war er Mitglied der Accademia di San Luca und wurde 1780 zum Unterkustos der Kapitolinischen Museen ernannt. 1785 übernahm er für ein Jahr die Leitung der Aktschule in Campidoglio. Zu erwähnen ist auch seine Tätigkeit als Antiquar und Händler für antike Skulpturen.

## Werke
- Die Heiligen Karl, Abrosius und Justina bei der Anbetung der Jungfrau und des Kindes, Gemälde (1770), Kapelle im Collegio Borromeo, Pavia[3].
- Hl. Germano und Hl. Benedetto, Gemälde (1789), gleichnamige Kapelle der Kirche San Nicolò l’Arena in Catania.[4][5]
- Segen des Heiligen Nikolaus, Gemälde (1789), gleichnamige Kapelle der Kirche San Nicolò l’Arena, Catania[5][6]